# Etienne Vermeersch
Etienne Oscar Vermeersch (Sint-Michiels, 2 mei 1934 – Gent, 18 januari 2019) was een Belgisch filosoof, ethicus, klassiek filoloog, scepticus, columnist en opiniemaker. Hij was hoogleraar en ere-vicerector aan de Universiteit Gent.

## Levensloop

### Afkomst en jeugdjaren
Vermeersch' vader, Cyriel, was een smid en spoorwegarbeider. Hij was geboren in Aartrijke in 1899, zoon van August en Elisa Martens. Vermeersch zijn moeder Clara Willaert was geboren in Leke in 1900, dochter van Emiel en Florence Waermoes. Zij had vroeger ‘gediend’ bij adellijke families en hoge bourgeoisie.
Zijn vader was zijn loopbaan begonnen als stoker bij de spoorweg (den iezerweg); was met de crisis van de jaren 30 afgedankt en was dan opnieuw smid geworden en handelaar in kachels, wasmachines, enz. In 1936 is hij opnieuw begonnen bij de spoorweg en bracht het tot machinist, wat hij tot zijn pensioen gebleven is.
De hele familie behoorde dus ofwel tot de (lagere) middenstand of werkte bij de staat (waartoe ook de spoorweg moet worden gerekend). Dit leidde tot een mentaliteit waarbij men er prijs op stelde dat de kinderen het verder zouden brengen dan hun ouders.
Beide families waren praktiserend katholiek, maar de grootouders langs moederszijde waren bovendien bijzonder vroom. Grootvader Emiel ging na zijn pensionering dagelijks naar de mis.
De grootouders langs vaderszijde hadden in hun zaken geleden onder de aanvallen van de pastoor omdat ze hun café huurden van een ‘liberaal’ uit Brugge. Sindsdien bestond er, vooral bij de oudste kinderen, een achterdocht tegen de hiërarchie en een matige vorm van anticlericalisme.
Zowel zijn vader als oom Odiel waren sterk geïnteresseerd in de Vlaamse beweging. Odiel was tijdens de hele Eerste Wereldoorlog soldaat geweest en werd daar diep getroffen door de achterstelling van de Vlamingen. Vermeersch' vader was in 1918 bij het oprukken van de legers oorlogsvrijwilliger geworden, maar was eveneens heel snel ontgoocheld door het feit dat hij voortdurend met een taal geconfronteerd werd die hij niet begreep. Beiden werden lid van het Verbond der Vlaamse Oud-strijders (VOS) en daarna van het VNV.
Vanaf 1940 nam zijn vader daar definitief afstand van: hij stapte uit het VNV. Het engagement voor de Vlaamse Beweging bleef in het gezin nog wel enige tijd een constante: zijn ouders trokken voor de oorlog naar de IJzerbedevaart; Etienne Vermeersch maakte na de oorlog de eerste IJzerbedevaarten mee, tot aan zijn noviciaat in 1953.

### Vroege opleiding
Etienne Vermeersch ging naar de gemeenteschool maar raakte daar snel op uitgekeken. Hij vond dat hij niets meer leerde. Na lang aandringen lieten zijn ouders hem uiteindelijk naar het Brugse Sint-Lodewijkscollege. Hij studeerde er onder meer "Oude", Grieks-Latijnse humaniora.
Hij had al heel vroeg interesse voor wetenschap: boeken over astronomie, natuurkunde, biologie, geschiedenis ... en die belangstelling werd tijdens de humaniora nog intenser; het was de tijd van "Jongens en Wetenschap". Zo kwam hij ertoe experimenten uit te voeren op het gebied van elektriciteit en scheikunde. Ongeveer rond de vierde of de derde was Vermeersch al overtuigd darwinist: ik had toen uitvoerige discussies daarover met een medeleerling die later biologie gestudeerd heeft, en die dan uiteindelijk ook het licht gezien heeft. Ook wiskunde boeide me. In het boek voor meetkunde stonden niet alleen de stellingen, maar ook reeksen vraagstukken, waaronder heel moeilijke. Met enkele leerlingen wedijverden we onder elkaar om die het eerst op te lossen - de leraar had daar niets mee te maken, we controleerden elkanders resultaten. Zo herinner ik mij een mooie stelling: de rechte van Euler. Toen ik dat varkentje gewassen had begon ik aan de negenpuntscirkel van Euler (negen punten waarvan je moet bewijzen dat ze op een cirkel liggen). Naast atoomfysica voerden we discussies over neurofysiologie. Etienne Vermeersch zelf was ook gefascineerd door theologie en in het bijzonder door de predestinatieleer. Hij was in de vierde tot het inzicht gekomen dat deze leer met noodwendigheid voortvloeide uit de almacht van God. Dat leidde tot zware discussies met de leraar.

### Geloofscrisis
Vermeersch' leven kreeg een beslissende wending. Toen hij in de poësis (het voorlaatste jaar) Zuster Virgilia van Gerard Walschap las, leidde dit tot een geloofscrisis. Vermeersch: Ik was tot de bevinding dat men alle 'wonderlijke' aspecten van 'heiligheid' van deze zuster Virgilia wel vanuit de godsdienstige optiek kon verklaren en begrijpen, maar dat er evengoed een louter psychologische benadering voor te vinden was. Plots besefte ik dat alles wat ik tot dan toe in verband met het geloof beleefd had, en daar waren veel ontroerende momenten bij, het gevolg kon zijn van mijn typische opvoeding en mijn streven om in alles consequent te zijn. Hoe meer ik erover nadacht, hoe duidelijker het mij werd dat mijn geloof niet op een rots gebouwd was, maar eerder op drijfzand.

### Vertwijfeling en geloof
Veel later stelde Vermeersch vast dat Thérèse Martin (Theresia van Lisieux) jarenlang wanhopig door dezelfde gedachte gekweld werd. Van toen af was hij er definitief van overtuigd dat er voor het godsgeloof in het algemeen en voor het christendom in het bijzonder geen rationele grondslag te vinden was. Langzamerhand kwam hij ook tot de conclusie dat zonder God elk fundament van de waarden verdween; nochtans was de beleving van die waarden de tweede zingevende factor in zijn bestaan. Vooral toen dat dreigde weg te vallen leek hij te verzinken in de noches oscuras. Rond die tijd had hij het voornemen gevormd om natuurkunde te studeren en samen met twee andere leerlingen had hij het plan opgevat om de toelatingsproef voor ingenieur af te leggen zonder voorbereidend jaar: We begonnen dus met de studie van de analytische meetkunde, een vak dat in de oude humaniora niet bestond. In dezelfde periode las ik echter heel wat filosofische literatuur, vooral rond het existentialisme. Zo begon ik stilaan een uitweg te zien uit mijn crisissituatie: ik wist dat een rationele basis voor mijn geloof definitief verdwenen was, maar er bleef de mogelijkheid van een sprong in het absurde, een sprong naar God toe. De ondraaglijke gedachte van een leven zonder vaste waarden, maakte voor mij van die sprong een existentiële noodzaak.

### Jezuïetenorde en Klassieke Talen
Zodra hij echter zijn relatie met God opnieuw had opgebouwd, voelde hij de behoefte om daar volledig consequent in te zijn: nu ik mijn leven in zijn hand had gelegd, wou ik het ook volledig aan hem geven. Aanvankelijk dacht ik eraan trappist te worden, maar dat werd me, vanwege de aard van mijn persoonlijkheid afgeraden; daarom koos ik voor de jezuïetenorde omdat ik ook daar een heel radicale levensvisie vermoedde. Ik heb toen mijn aanvullende studie van de wiskunde stopgezet en mij volledig op mijn nieuw leven voorbereid. Met tranen in de ogen heb ik mijn klein laboratorium afgebroken: ik wist dat ik heel wat opofferde, maar ik was overtuigd dat ik het moest doen om mijn leven ten volle zin te geven.
Etienne Vermeersch trad in september 1953 in het noviciaat van de jezuïetenorde. In die periode kreeg hij zijn opleiding Klassieke Talen (Latijn en Grieks) in de Oude Abdij van Drongen. Na het noviciaat behaalde hij het diploma van kandidaat in de Klassieke Filologie (Klassieke Talen).

### Academische loopbaan
Na vijf jaar, op 23 december 1958, trad hij uit de jezuïetenorde. Op zijn 25e brak hij met het christelijk geloof. Tijdens zijn studie aan de Rijksuniversiteit Gent, vanaf 1959, werd hij in een periode van een jaar atheïst en filosofisch materialist.
Etienne Vermeersch finaliseerde zijn studies filologie en tegelijk ook wijsbegeerte in de tweede licentie, samen met Hugo Van den Enden, met wie hij een belangrijke ethische, maatschappelijke en politieke rol zal spelen in de legalisering van abortus en euthanasie.
In 1965 promoveerde hij aan de Universiteit Gent met een proefschrift over de filosofische implicaties van de informatietheorie en de cybernetica.
In 1967 werd hij, op amper 33-jarige leeftijd, aan de Rijksuniversiteit Gent benoemd tot gewoon hoogleraar. Zijn leeropdracht omvatte algemene inleidingen tot de wijsbegeerte en de wetenschapsfilosofie, de wijsbegeerte in historisch perspectief, de studie van hedendaagse filosofie en wijsgerige antropologie, en de geschiedenis van het christendom.
Zijn wetenschappelijk werk betreft grondslagenonderzoek van de menswetenschappen en wijsgerig onderzoek naar informatica en kunstmatige intelligentie. Later in zijn carrière kwam meer nadruk te liggen op algemene maatschappelijke en ethische problemen, vooral op het gebied van milieufilosofie, cultuurfilosofie en bio-ethiek. Zo is hij een van de belangrijkste wegbereiders van de legalisering van abortus en euthanasie in België.
Vermeersch was vicerector aan de Universiteit Gent van 1993 tot 1997. Hij was onder meer lid van de Vlaamse Raad voor Wetenschapsbeleid, van de raad van bestuur van het Vlaams Interuniversitair Instituut voor Biotechnologie, van de Milieu- en Natuurraad van Vlaanderen (Minaraad) en van de Federale Raad voor Wetenschapsbeleid. Hij was ook voorzitter van het Belgisch Raadgevend Comité voor Bio-ethiek.
Vanaf de jaren 1980 was hij opiniemaker in de Belgische media. Hij trad vaak op als woordvoerder van maatschappelijke bewegingen die ijveren voor ethische hervormingen.
In maart 2011 verscheen het boek Dirk Verhofstadt in gesprek met Etienne Vermeersch. Een zoektocht naar waarheid. Dit boek werd een bestseller.
Op 5 maart 1997 richtte hij aan de Gentse universiteit Film-Plateau op. Hij was initiatiefnemer voor het behoud en de renovatie van het universitaire cultuur- en congrescentrum Het Pand in Gent.

### Overlijden
Na een jaar ziekte koos Vermeersch voor euthanasie, geheel in lijn met zijn eigen filosofie over (de zin van) het leven, de dood, en het (onbestaande) hiernamaals. Dirk Verhofstadt liet weten dat Vermeersch over zijn keuze had geschreven: "Ik sterf dankzij mijn levenswerk", waarbij hij had opgemerkt dat hij niet als rolmodel voor euthanasie wilde doorgaan: "Elke mens moet dat voor zichzelf beslissen". Vermeersch overleed op vrijdag 18 januari 2019 in het Universitair Ziekenhuis Gent. Het nieuws van zijn overlijden werd conform de wens van hemzelf en zijn familie pas op 24 januari - de dag van zijn crematie - bekendgemaakt.

## Standpunten
Vermeersch pleitte begin jaren 70 voor de legalisering van abortus en euthanasie, wat destijds revolutionaire ethische standpunten waren. Deze opvattingen zijn later vrij algemeen geworden en in wetgeving omgezet.
In december 1979 besloot Vermeersch, naar aanleiding van een publieke discussie rond de pedomusical 'Snoepjes', dat de strafrechtelijke beteugeling van pedofiele handelingen "mateloos overtrokken" was, maar evenzeer dat er onvoldoende gegevens waren om reeds normen op te stellen waarbinnen bepaalde types van pedofilie zowel moreel als strafrechtelijk door de beugel zouden kunnen. Vermeersch benadrukte evenwel 'dat het beleven van seksualiteit op vrijwillige basis dient te gebeuren, en door personen die zelfstandig kunnen beslissen'.
Na de dood van Semira Adamu, een afgewezen Nigeriaanse asielzoekster die bij haar gedwongen uitwijzing in 1998 om het leven kwam, richtte de Belgische regering een commissie op die regels moest opstellen voor gedwongen uitwijzingen, waarvan Vermeersch de voorzitter werd (de zogenoemde Commissie Vermeersch). Hij werd geregeld heftig aangevallen voor zijn werk in deze commissie, onder meer door collega's van zijn eigen universiteit. In juli 2007 nam Vermeersch afstand van zijn voorzitterschap van deze commissie, waarbij hij verklaarde: "Ik heb nooit een meer ondankbare taak op mij genomen."
Vermeersch was met Ludo Abicht een van de schrijvers van het in februari 2008 uitgekomen manifest van de Gravensteengroep. In dit manifest werd een onafhankelijk Vlaanderen als een van de (laatste) mogelijkheden gezien als alternatief voor de weigering van de Franstaligen om de taalgrens te respecteren. Voor Vermeersch kon ook de linkerzijde voorstander zijn van de Vlaamse zaak. Voor hem is dit altijd een sociale kwestie geweest.] In 2012 verklaarde hij: 'Het woord flamingantisme, daar houd ik niet zo van, voor mij is het een kwestie van rechtvaardigheid'.
In maart 2010 publiceerde Vermeersch de tekst 'De Islam en de hoofddoek in België'. Hij besluit hierin dat er geen enkele solide argumentatie bestaat tegen de algemene beslissingen van schoolnetten om een hoofddoekenverbod in te voeren. In juni 2012 kreeg hij kritiek omdat hij in een interview in Zeno, de bijlage van de krant De Morgen, de boerka als religieus symbool erger had genoemd dan de swastika. Hij verontschuldigde zich voor deze uitspraak, zowel in een interview met Joods Actueel als in een lezersbrief in De Morgen.

#### Overbevolking
Etienne Vermeersch beschouwde de overbevolking als het grootste probleem van de mensheid. Hij koppelde dit aan overconsumptie: het consumptiepatroon van de doorsnee westerling, dat veel vervuiling veroorzaakt, ligt volgens hem te hoog. Dat dit patroon wereldwijd wordt nagestreefd is volgens Vermeersch catastrofaal op termijn. Hij bleef ook gewild kinderloos, omdat hij "vreest voor de drama's die deze kinderen te wachten staan".
Vermeersch bepleit een door de overheid en/of andere instanties gestimuleerde bevolkingspolitiek, via actieve aansporing, door intensieve informatiecampagnes, door het verschaffen van vlotte toegang tot contraceptie, en door het verhogen van het opleidingsniveau, in het bijzonder van vrouwen. De bedoeling moet zijn een maximum van twee kinderen per vrouw te krijgen en liefst minder. "In uitzonderlijke omstandigheden - en die deden zich in China voor na de waanzinnige geboortepolitiek van Mao - kon de eenkindpolitiek van China (sinds Deng Xiaoping) gerechtvaardigd zijn, hoezeer ik die ook intrinsiek inhumaan vind, omdat het alternatief een nog veel grotere humanitaire ramp tot gevolg zou gehad hebben. (...) In Taiwan heeft men, zonder dwang, op korte tijd de voorziene daling van het geboortecijfer bereikt, lager dan dat van China. Letterlijk van huis tot huis werden de vrouwen bezocht en met informatie, argumentatie en concrete methodes voor geboorteregeling benaderd. Een vergelijkbare ontwikkeling heeft zich in Thailand voorgedaan.'

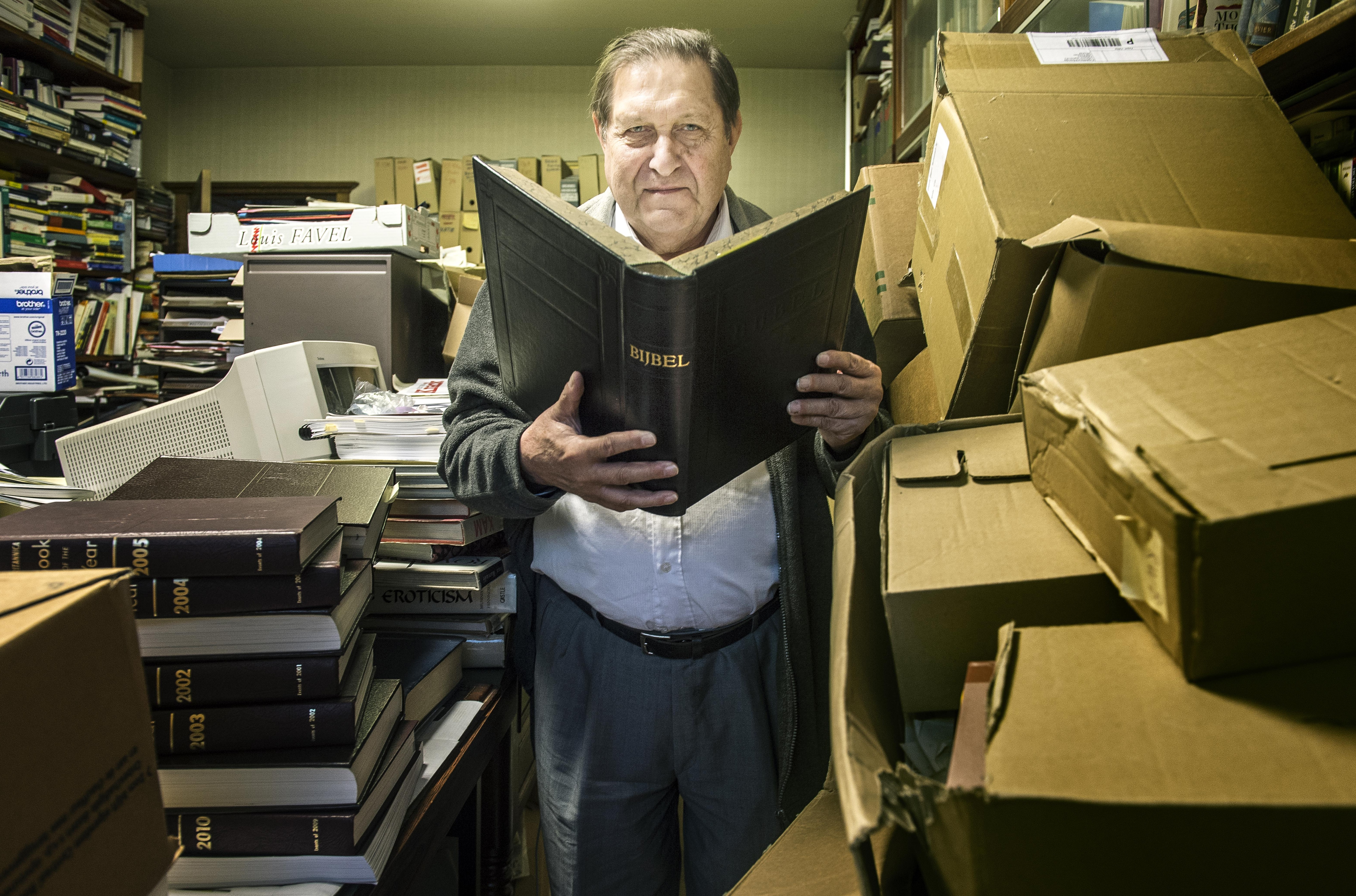
Filosoof Etienne Vermeersch in zijn werkkamer met de statenbijbel (2013).

#### Skepticisme
Vermeersch was stichtend lid van SKEPP, de Studiekring voor Kritische Evaluatie van Pseudowetenschap en het Paranormale. Sinds de late jaren zestig gaf hij lezingen en publiceerde hij artikelen over dit onderwerp. Volgens Vermeersch vragen uitzonderlijke beweringen om uitzonderlijk sterke bewijzen. Dit slaat vooral op paranormale of pseudowetenschappelijke beweringen, die op basis van de huidige stand van de wetenschappelijke kennis uiterst onwaarschijnlijk zijn. Zo vestigde hij met de term Lourdes-effect de aandacht op het feit dat bovennatuurlijke krachten zich vaak op een onduidelijke wijze manifesteren, via vage foto's bijvoorbeeld, waardoor beweringen over zulke verschijnselen moeilijk of niet op hun waarheidsgehalte kunnen worden onderzocht.

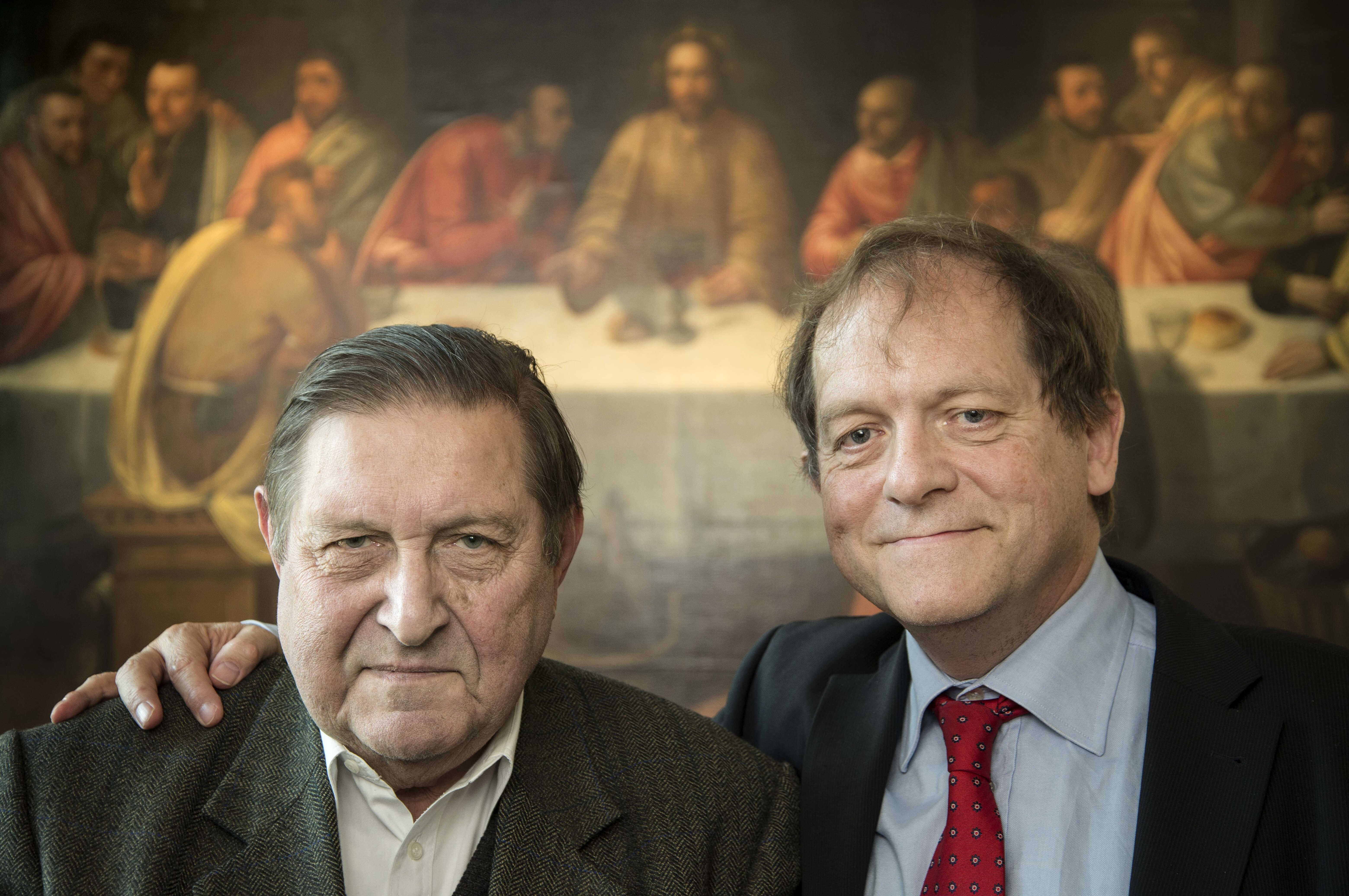
Filosoof Etienne Vermeersch en kerkjurist Rik Torfs

#### Opiniemaker en debater
Vermeersch gaf lezingen in België, Nederland en Frankrijk over uiteenlopende onderwerpen; hij mengde zich actief in intellectuele, wetenschappelijke en politieke debatten, waarin hij bekend stond als een gevreesd discussiant. Sommige opponenten oordelen dat hij in debat "de argumenten van de tegenpartij zo niet platwalst, dan toch overbuldert". Prof. Kris Deschouwer omschrijft Vermeersch als een veel gevraagd en soms gevreesd polemist.

## Prijzen en eerbewijzen
- Op 25 augustus 2007 werd hem de Maurits Sabbe-prijs toegekend door de vereniging 'Bruggelingen buiten Brugge'.[30]
- In 2010 ontving Vermeersch de Geuzenprijs[31][32]
- Op 21 juni 2011 werd hem in de Aula van de Universiteit Gent de Prijs Vrijzinnig Humanisme 2011 uitgereikt.[33]
- In 2008 is hij door 100 prominente Vlamingen (voor- en tegenstanders) uitgeroepen tot de invloedrijkste Vlaamse intellectueel (gevolgd door Luc Huyse).
- In 1989 werd een gelijkaardige enquête gehouden door het intussen verdwenen blad De Nieuwe Maand. Vermeersch kwam toen op de tweede plaats, na de filosoof Leo Apostel en voor Jaap Kruithof, de drie iconen van vrijzinnig intellectueel Vlaanderen.[34][35]
- Op 2 mei 2014 werd hij in de grote aula van de Gentse universiteit gevierd door zijn vrienden ter gelegenheid van zijn tachtigste verjaardag.
- Op 11 juli 2016 ontving hij uit handen van minister-president Geert Bourgeois het Groot Ereteken van de Vlaamse Gemeenschap voor zijn verdiensten voor Vlaanderen.
- Eind 2019 werd aan de UGent de 'Leerstoel Etienne Vermeersch' opgericht. Maarten Boudry werd de eerste leerstoelhouder.[36]

## Werken
- Epistemologische inleiding tot een wetenschap van de mens, Brugge, Uitgeverij De Tempel, 1967.
- Hedendaagse wijsbegeerte, Gent, Gakko, 1973, 151 pp.
- De ogen van de panda. Een milieufilosofisch essay, Brugge, Van de Wiele, 1988, 72 pp. ISBN 9789069660349
  - De ogen van de panda: een milieufilosofisch essay: een kwarteeuw later (Antwerpen:Houtekiet, 2010), 159 pp. ISBN 9789089241122
- Legalisering van abortus. Bedenkingen bij de discussies in de Senaatscommissie, Mededelingen van het Centrum voor Milieufilosofie en Bio-ethiek aan de RUG, 1989, 32 pp.
- Bio-ethiek. Een inleiding, Universiteit Gent, 4e referaat voor de Wetenschappelijke Nascholing 1991-92, 32 pp.
- Van Antigone tot Dolly. Veertig jaar kritisch denken (Antwerpen:Hadewijch, 1997), 256 pp. ISBN 9789052404127
- De rivier van Herakleitos (in samenwerking met Johan Braeckman e.a.) (Antwerpen:Houtekiet, 2008) ISBN 9789089240354
- Dirk Verhofstadt in gesprek met Etienne Vermeersch. Een zoektocht naar waarheid (in samenwerking met Dirk Verhofstadt) (Antwerpen:Houtekiet, 2011) ISBN 9789089241450
- Atheïsme (Uitgeverij Luster, 2011) ISBN 9789460580529
- De multiculturele samenleving (Uitgeverij Luster, 2011) ISBN 9789460580864
- Provençaalse gesprekken (Uitgeverij VUBPRESS, 2013) ISBN 9789057182709
- Over God (Uitgeverij Vrijdag, 2016) ISBN 9789460014710
- Etienne Vermeersch. biblio.ugent.be. Gearchiveerd op 14 juni 2021. Geraadpleegd op 25 november 2019.

Als Editor:
- met L. Cassiers: Erfelijkheid: genetische tests en maatschappij, Leuven, Garant, 2000, 141 pp.
- met L. Cassiers: Hérédité Tests génétiques et Société, Bruxelles, De Boeck, 2001, 137 pp..
- met L. Cassiers, Y. Englert, A. Van Orshoven, Belgisch Raadgevend Comité voor Bio-ethiek. Adviezen 1996-2000 (Leuven:Garant, 2001) 263 pp.